# Josep Gàlvez i Estèvez
Josep Gàlvez i Estévez (Palma, 3 d'agost de 1974) és un exfutbolista balear, que jugava com a davanter.

## Trajectòria
Format a les categories inferiors del RCD Mallorca, Gàlvez va debutar a primera divisió la temporada 91/92, amb només 17 anys, i ja eixa temporada va marcar fins a cinc gols. El seu rendiment va créixer la temporada 92/93, amb els illencs a Segona: 37 partits i 15 gols, en el qual es considerava una de les grans promeses del futbol estatal de començaments dels anys 90.
La temporada 93/94 recala a les files del València CF, on juga 28 partits i marca 3 gols. El balear romandria a Mestalla quatre anys, sense fer-se un lloc clar en l'onze titular valencià. La seua millor campanya fou la 95/96, en la qual va marcar 11 gols. Coincidia en el seu millor moment esportiu, i era assidu de les seleccions inferiors espanyoles, tot i que una lesió li va impedir acudir a les Olimpíades d'Atlanta 1996.
La temporada 96/97, torna al RCD Mallorca, amb el qual retorna a la màxima divisió. Amb el conjunt illenc, la temporada 97/98 juga 25 partits, la majoria com a suplent, i marca 5 gols.
Deixa el Mallorca i el 1998 fitxa pel Reial Betis. No disposa de massa oportunitats i marca pocs gols en els tres anys a Sevilla (dos a Primera i un a Segona), per la qual cosa a la 2001/02 és cedit al Burgos CF, de Segona, on seguiria sent suplent. A la seua tornada al Betis, va ser descartat i va penjar les botes.